# Septemberalliansen
Septemberalliansen är ett nätverk av individer, fackföreningar och organisationer som gemensamt protesterar mot regeringen Reinfeldts politik. Det huvudsakliga syftet med alliansen var ursprungligen att samordna en demonstration den 18 september 2007 i Stockholm. Man valde datumet 18 september på grund av att det är samma dag som riksdagen öppnar för hösten. Efter demonstrationen hölls dock frågan om ytterligare samarbete öppen, och detta har i viss mån även skett.
Antalet organisationer som ingår i nätverket ligger runt 30. Några av dessa är  IF Metall Avdelning 1 i Norrbotten, IF Metall Gruvfyran i Malmberget, IF Metall Gruvtolvan i Kiruna, Kommunal Sektion 28 Västra Stockholm, Kommunal Sektion 34 i Stockholm samt SEKO Klubb 119 i Stockholm.  Övriga som har slutit upp är Rättvisepartiet Socialisterna, Revolutionär Kommunistisk Ungdom, Kvinnopolitiskt forum, Elevkampanjen, Arbetarmakt, Revolution, Svensk-Uruguayanska Föreningen Cimarron, Syndikalistiska ungdomsförbundet och planka.nu.